# Kabardins
Els kabardins (ells s'anomenen kebertei, rus Kabardintsi, turc Kabartaylar, també Käsäg) són un poble del nord del Caucas. Originalment ells i els besleneys comprenien la branca oriental seminòmada dels antics adigués. Els kabardins encara es consideren una tribu dels adigués. La seva llengua pertany al grup adigués o circassià conegut com a alt adigués.
El seu nombre ronda els 520.000 a Rússia (2002), i viuen principalment a Kabardino-Balkària. Hom pot trobar minories de kabardins a Turquia i Geòrgia. També n'hi ha algunes comunitats als EUA i Aràbia Saudita. Les viles kabardines de Turquia són concentrades al pla d'Uzunyayla de la província de Kayseri.
La majoria dels kabardins són musulmans sunnites. Tanmateix, els que viuen al districte de Mozdok a Ossètia del Nord - Alània són ortodoxos. Parlen el kabardí, una llengua caucàsica que representa el grup més oriental dels circassians.

## Història
Els kabardins es van establir al segle xiii a la zona del Terek superior i alguns dels seus afluents i es van dividir en dos grups: un format per les tribus de Gran Kabàrdia entre el Malka i el Terek a l'oest d'aquest riu, i un altre format per les tribus de la Petita Kabàrdia entre el Sunzha i el Terek, a l'est d'aquest riu. Sembla que venien de regions més a l'oest i van aprofitar la debilitat dels alans a causa de la lluita contra els mongols.
Desapareguda l'Horda d'Or, al segle xvi els prínceps kabardins van mantenir bones relacions amb els grans ducs de Moscòvia. Ivan IV de Moscou es va casar amb una princesa kabardina que fou conegut amb el nom cristià de Maria (que era filla del kan Temrük). Cap al final del segle xvi els tàtars de Crimea hi van introduir l'islam sunnita de ritus hanafita. L'islam es va imposar al cristianisme al segle xvii.
Al segle xvii van encapçalar una coalició de pobles caucàsics que van combatre els calmucs. Van adquirir una certa hegemonia i alguns pobles com els ingúixos els van pagar tribut. El 1739 Kabàrdia va esdevenir un kanat plenament independent si bé l'Imperi Otomà el considerava dins els seus dominis.

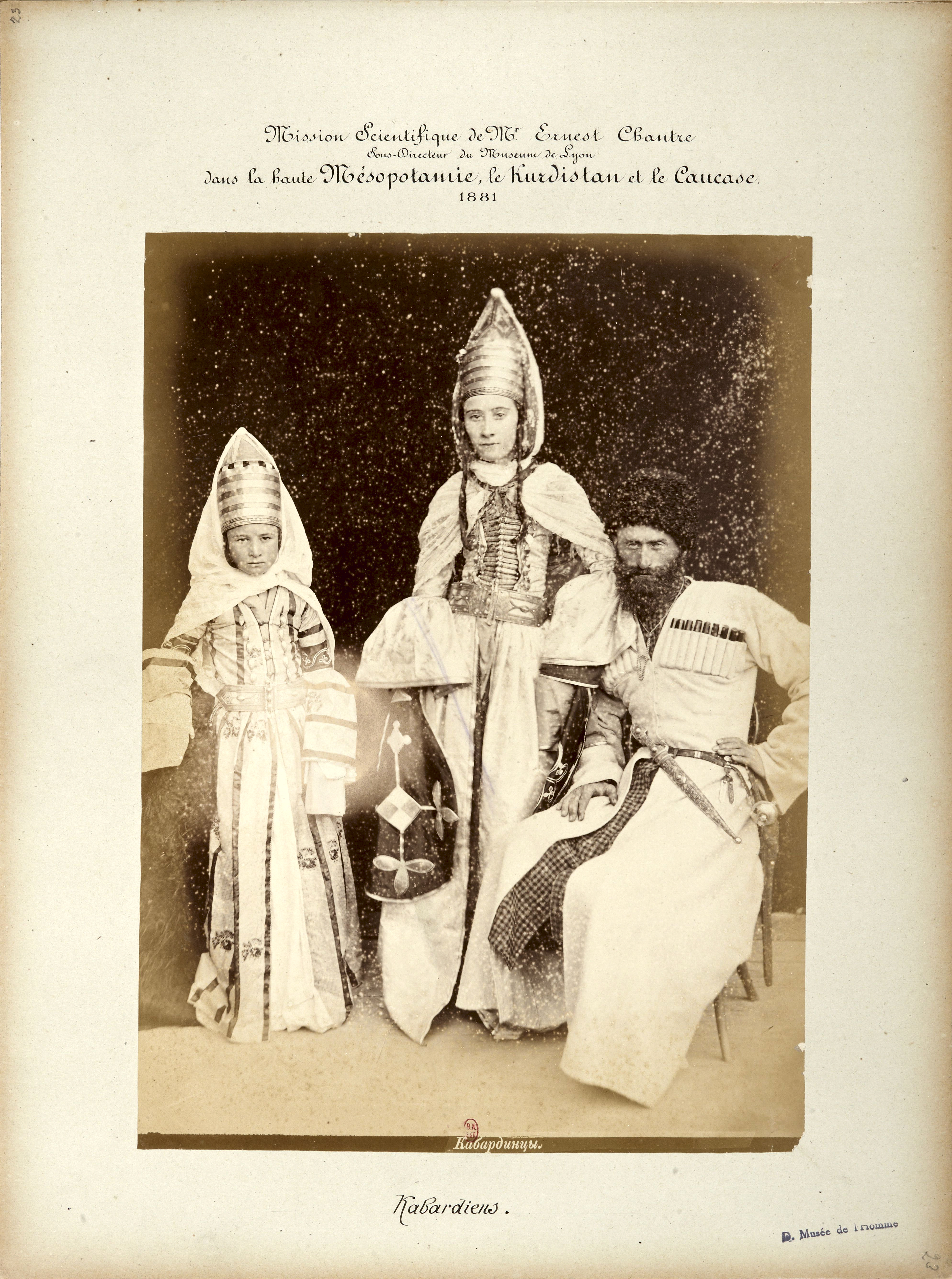
Família kabardina al voltant del 1880

L'agost de 1759 un noble musulmà kabardí, Kurgoko Konchokin, va ser batejat amb tota la seva família i va adoptar el nom d'Andrei Ivanov, i va aconseguir algunes terres; el 1762 va arribar a tinent coronel i fou conegut com a Konchokin, príncep de Circàssia"; va ajudar a portar molts kabardins musulmans a les seves terres on una part es va convertir voluntàriament al cristianisme; però aquesta tendència no va continuar. El 1774 el tractat de Kuchuk Kainarji que va posar fi a la guerra entre Rússia i l'Imperi Otomà, va cedir el territori a Rússia. Els kabardins no van presentar oposició a la dominació russa. Només uns quants se'n van anar al Kuban superior i el Zelenchuk i foren coneguts com a kabardins fugitius. Una notable emigració kabardina cap a l'Imperi Otomà es va produir el 1864. La seva societat tradicional estava formada per 11 classes en dos grups: nobles (grup lliure) i pshitl (пщыл1) (no lliures); la comunitat en conjunt estava dirigida pel cap dels nobles, el wali (уэлий), el principal dels prínceps o pshi (пщы). Els nobles estaven dividits en els pshi (prínceps), els uork o ourkkh (уэркъ) (subdividits en quatre classes segons els seus drets i deures) i els tlofokhotl (лъхукъуэл1) o pagesos lliures; el grup de no lliures el formaven els azat (азэт) (camperols emancipats però amb vincles de servitud), og (уэгъу) (servidors), loganaut (лэгъунэ1ут) (entremig de servidors i esclaus) i unaut (унэ1ут) (esclaus).
Els kabardins foren inclosos al Oblast Autònom Kabardí creat l'1 de setembre de 1921. El 16 de gener de 1922 es va unir al Districte Nacional balkar el qual va ser convertit en Oblast Autònom Kabardí i Balkar; el 5 de desembre de 1936 es va convertir en la República Socialista Soviètica Autònoma Kabardina Balkar.
El 1926 al cens soviètic es van registrar 139.925 kabardins dels quals 138.925 declaraven parlar la seva llengua. El 1939 eren 164.000
El 1944 els balkars foren acusats de col·laborar amb els nazis i deportats. La república fou reanomenada RSSA Kabardina o RSSA dels Kabardins (també apareix com RSSA de Kabàrdia). El 1957 els balkars van poder tornar al territori i la república va recuperar el nom anterior el 9 de febrer de 1957.